# Naturalité (environnement)

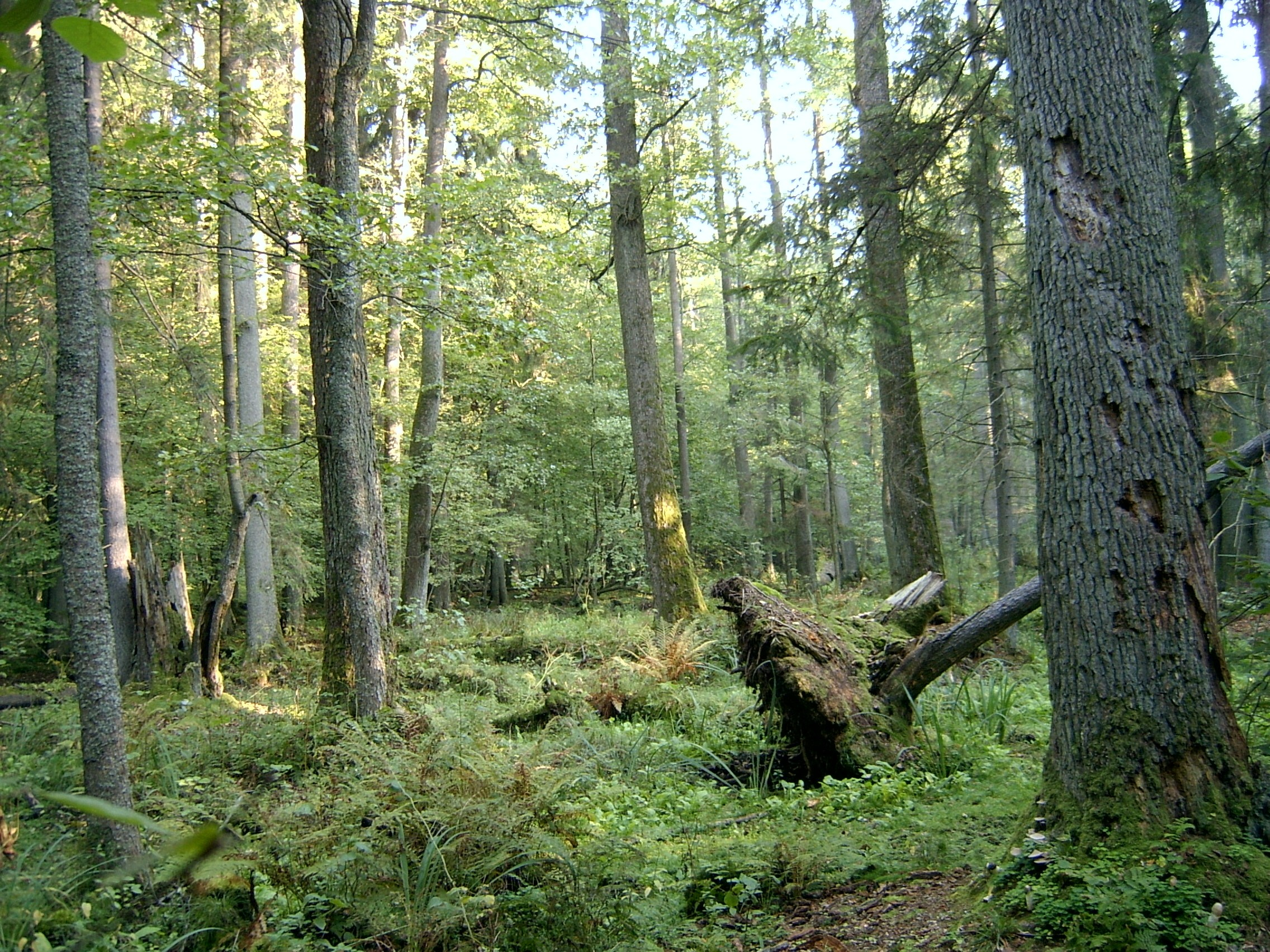
Parc national de Bialowieza (Pologne) : un milieu forestier européen reconnu pour sa haute valeur de naturalité. Évocation d'une forêt tempérée en l'absence d'intervention humaine, jusqu'à la construction récente (2021-2022) d'un mur d'acier (anti-migrants) de plus de 140 km de long sur la frontière Bélarus-Pologne

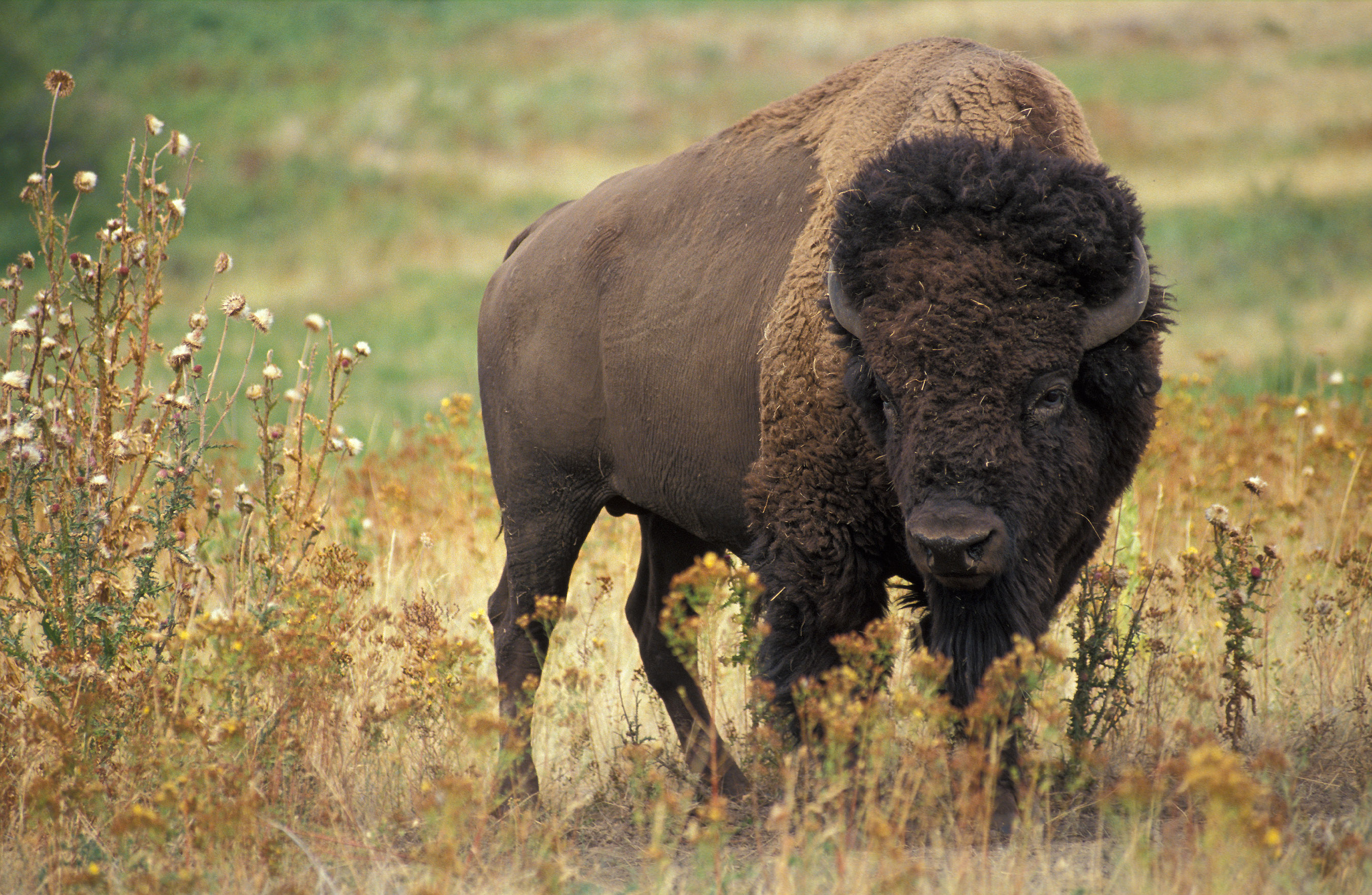
Bison d'Amérique du Nord (Bison bison) : image d'un milieu sauvage ou gestion multiusage durable des pâturages américains ?

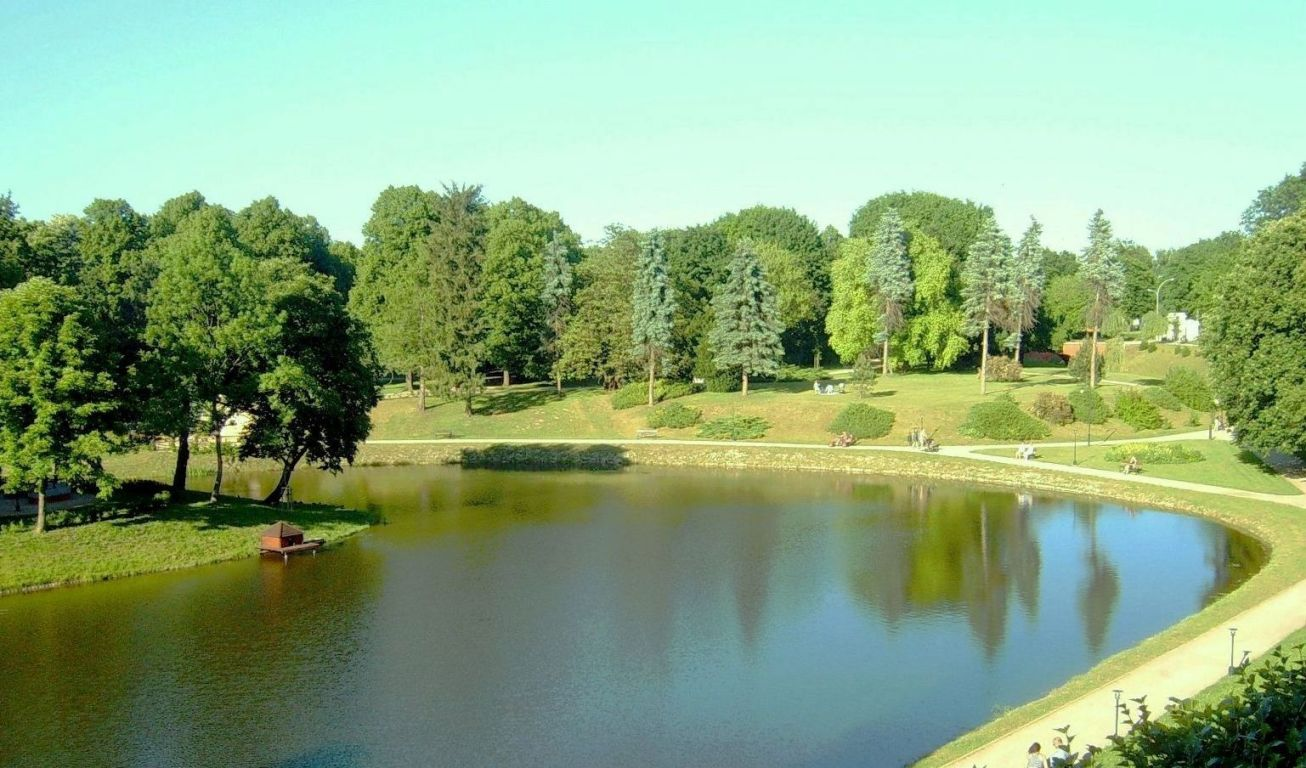
Parc urbain de Zamość, Pologne : un aménagement à caractère naturel. L'artificialité de la plupart des parcs urbains est cependant perçue par le grand public

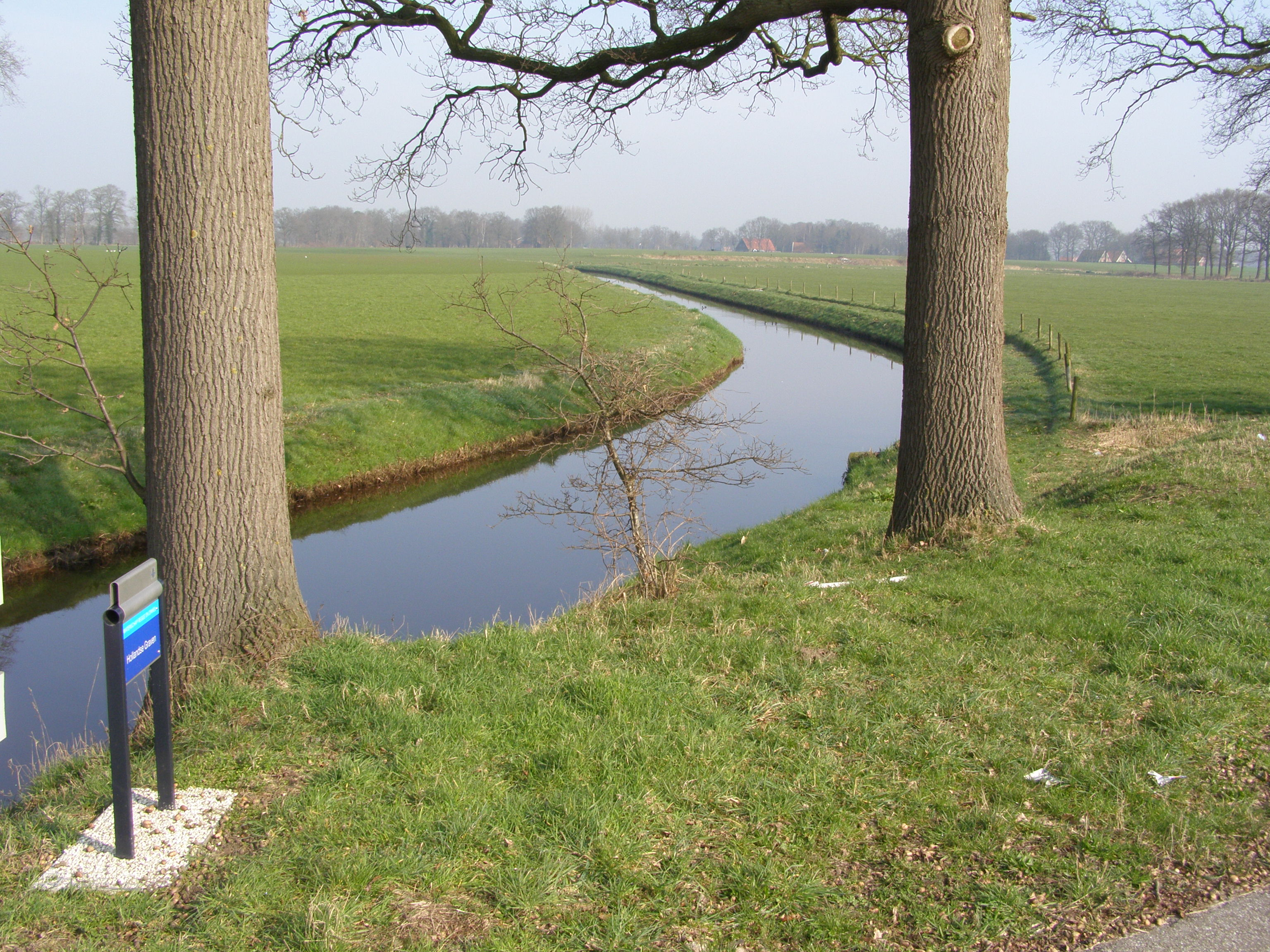
Comparé à un centre-ville, ce paysage peut sembler très naturel mais par rapport à ce que serait la rivière sans l'influence de l'homme, ce cours d'eau est très artificialisé. La naturalité est une construction culturelle, relative

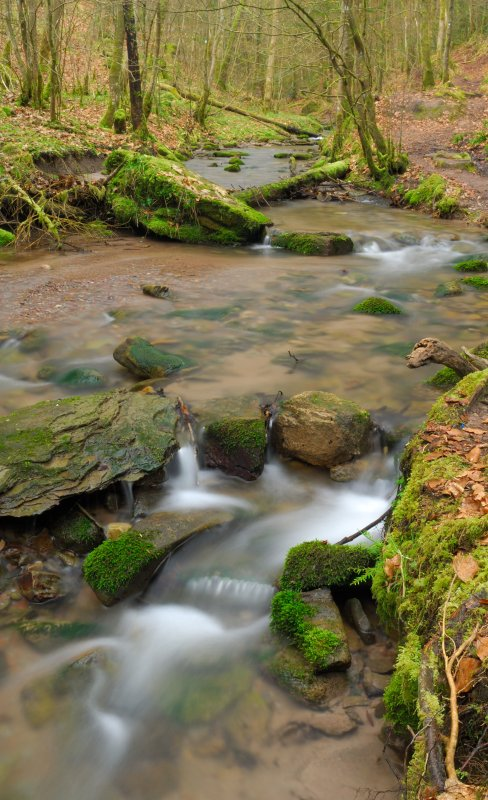
Ruisseau d'allure naturelle : il pourrait s'agir d'un ancien gué aménagé ou d'un abreuvoir médiéval en terroir de polyculture-élevage cependant les processus naturels sont évidents (érosion, embâcles, bois mort, hétérogénéité du milieu, etc.)

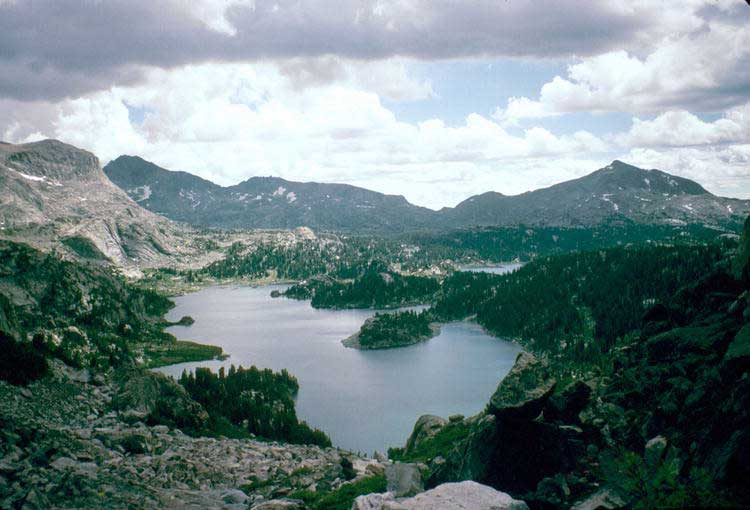
Lac Cook : un paysage issu de la dernière glaciation évoquant la wilderness nord-américaine ; espace vaste, nature sauvage, absence de traces humaines

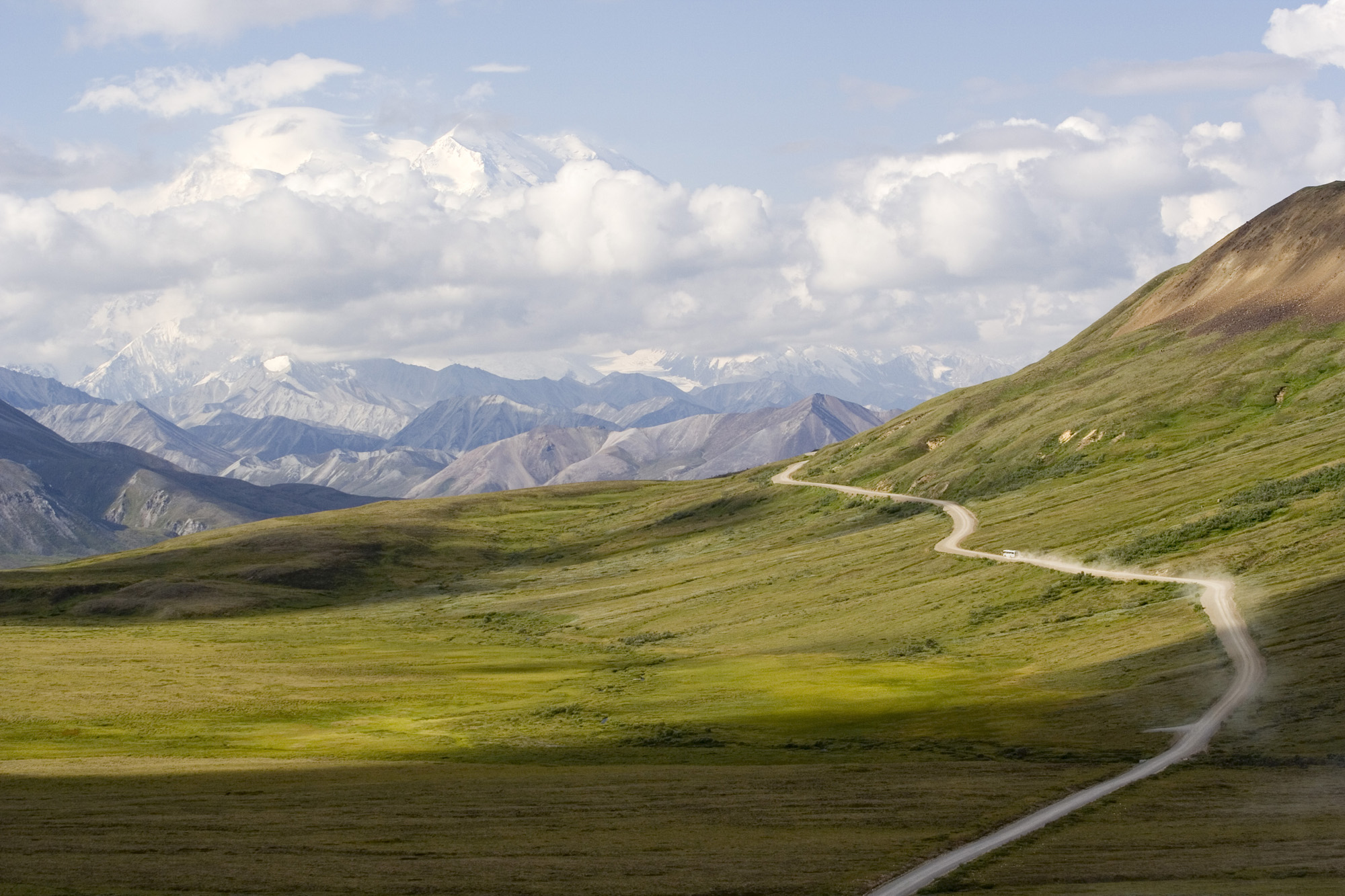
Une seule route, même peu fréquentée, suffit à « dénaturer » un grand paysage, diminuant le sentiment de naturalité (Alaska, parc national de Denali)

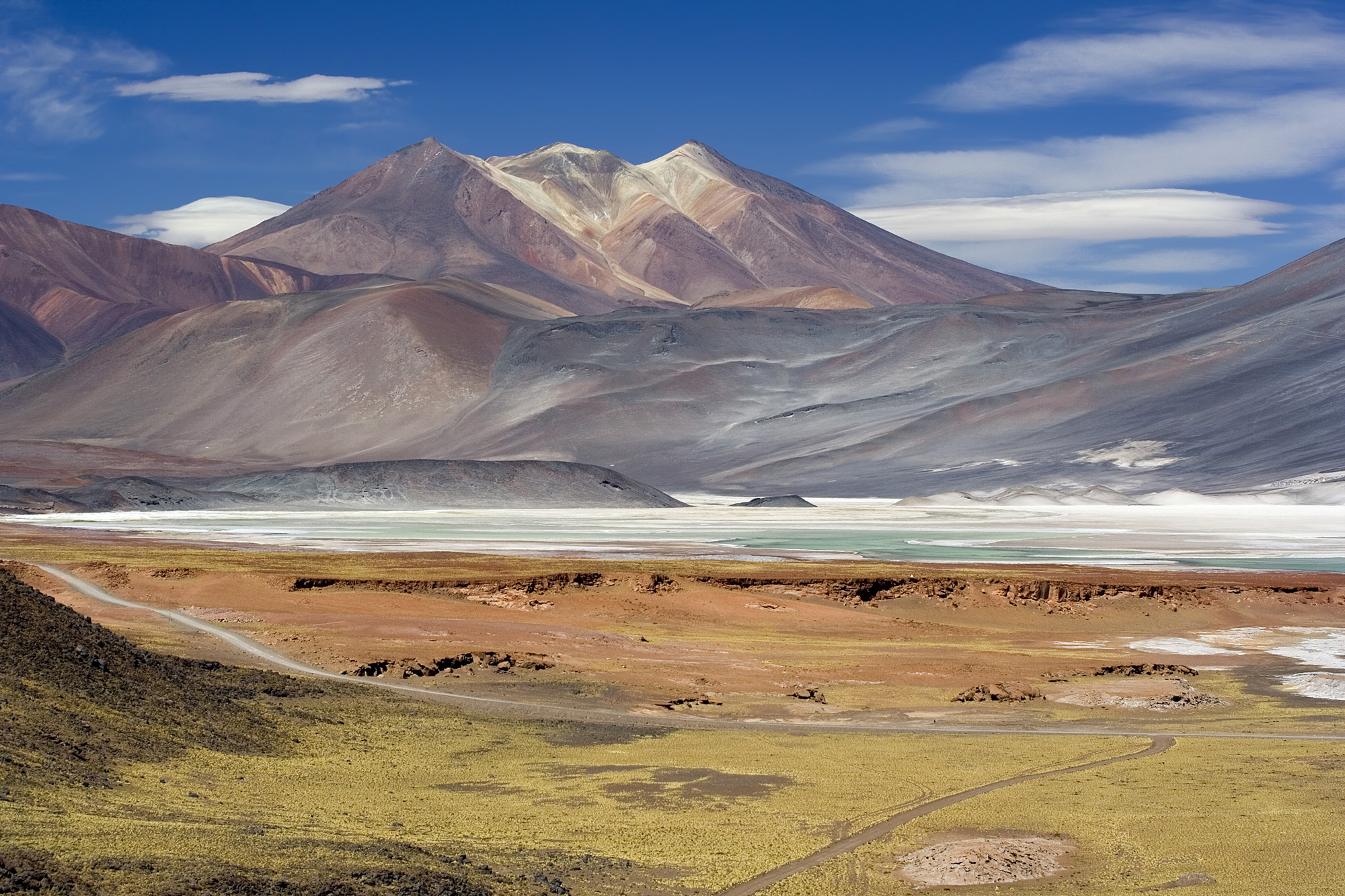
Le sentiment de naturalité n'exige pas une nature exubérante mais peut aussi exalter l'aspect sauvage voire hostile à l'homme du milieu. L'étendue du paysage, son caractère non fragmenté et son intégrité écologique perçue sont aussi des critères important de naturalité.

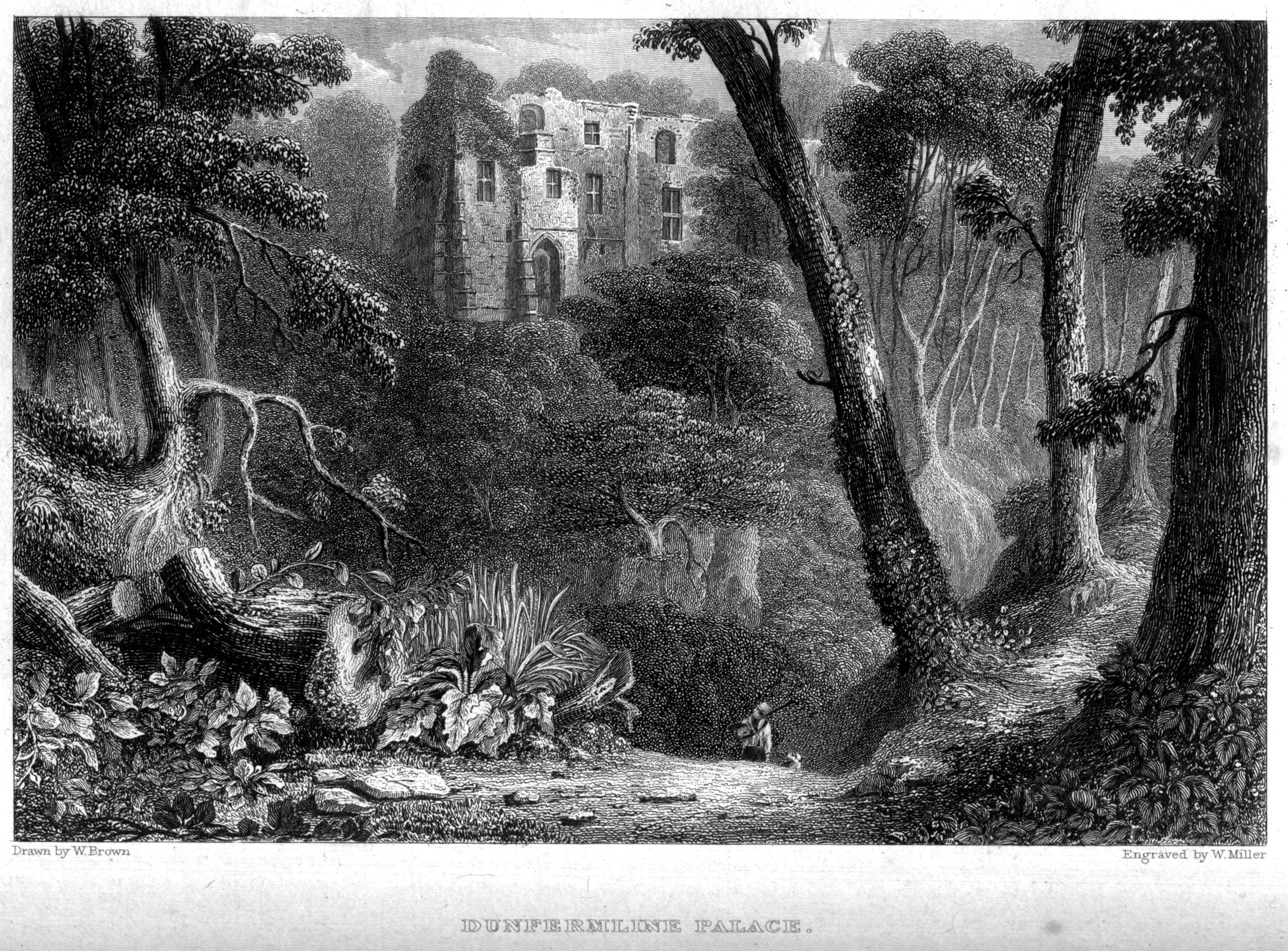
La nature sauvage est un thème cher aux romantiques

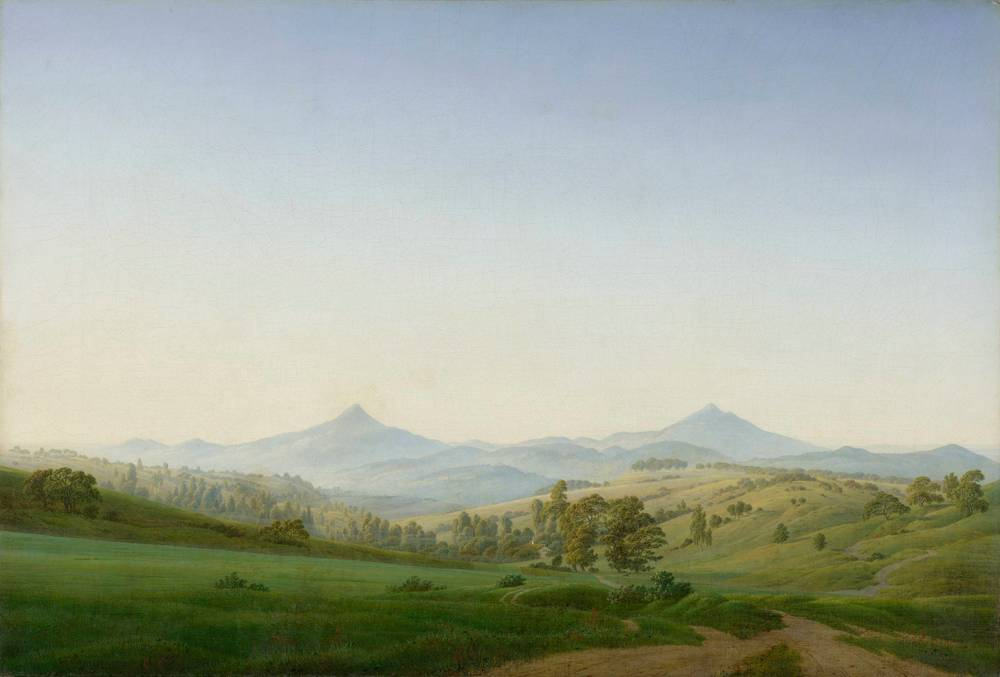
Böhmische Landschaft mit dem Milleschauer (paysage de Bohême) par Caspar David Friedrich, un des peintres les plus représentatifs de l'exaltation de la nature sauvage ou peu marquée par l'homme (huile sur toile, de 1810). La forêt hercynienne a disparu mais pas la fascination pour le caractère naturel et grandiose du paysage

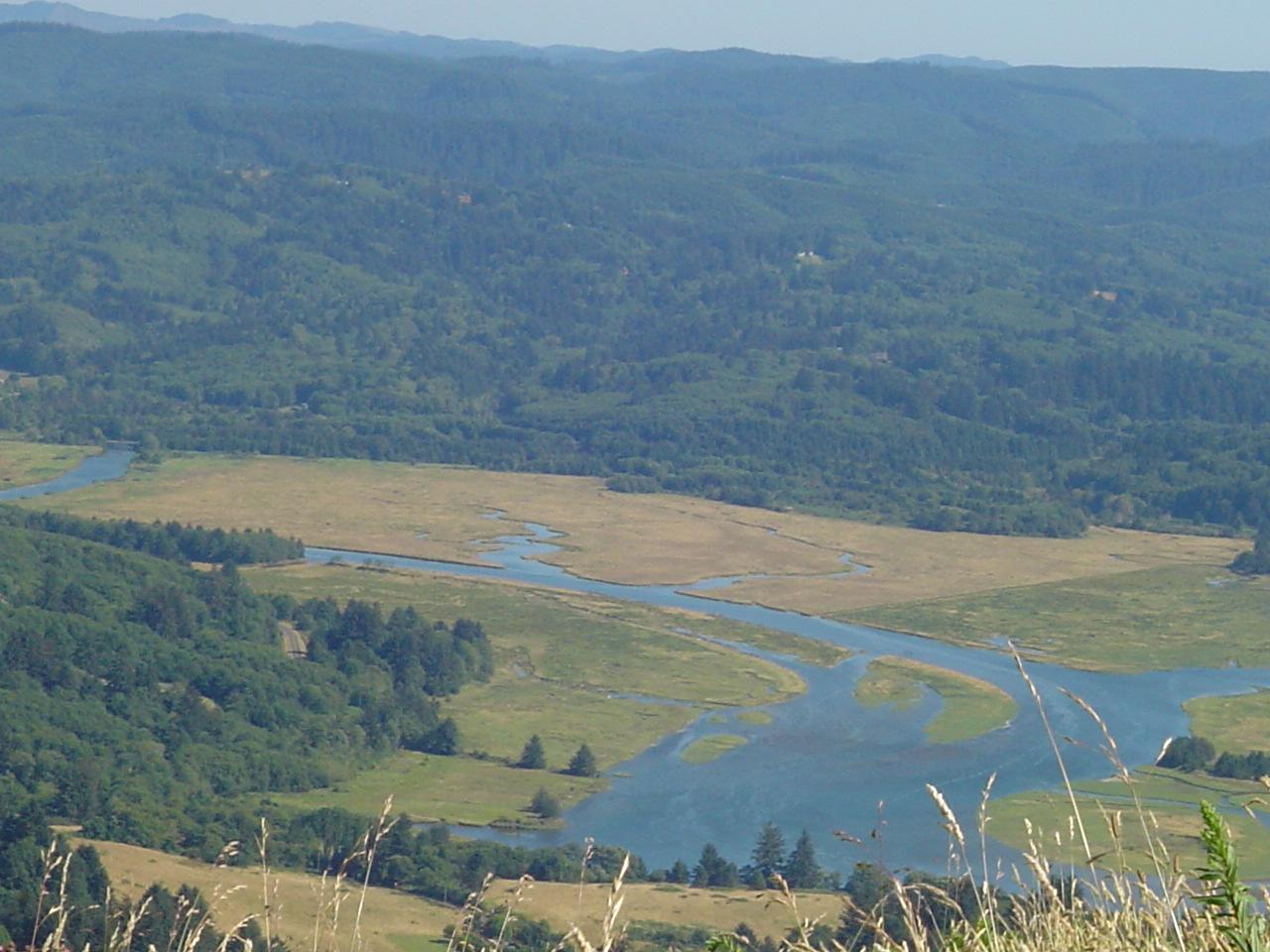
Saumons en Oregon : la remontée naturelle des poissons migrateurs, un indicateur de naturalité d'une rivière

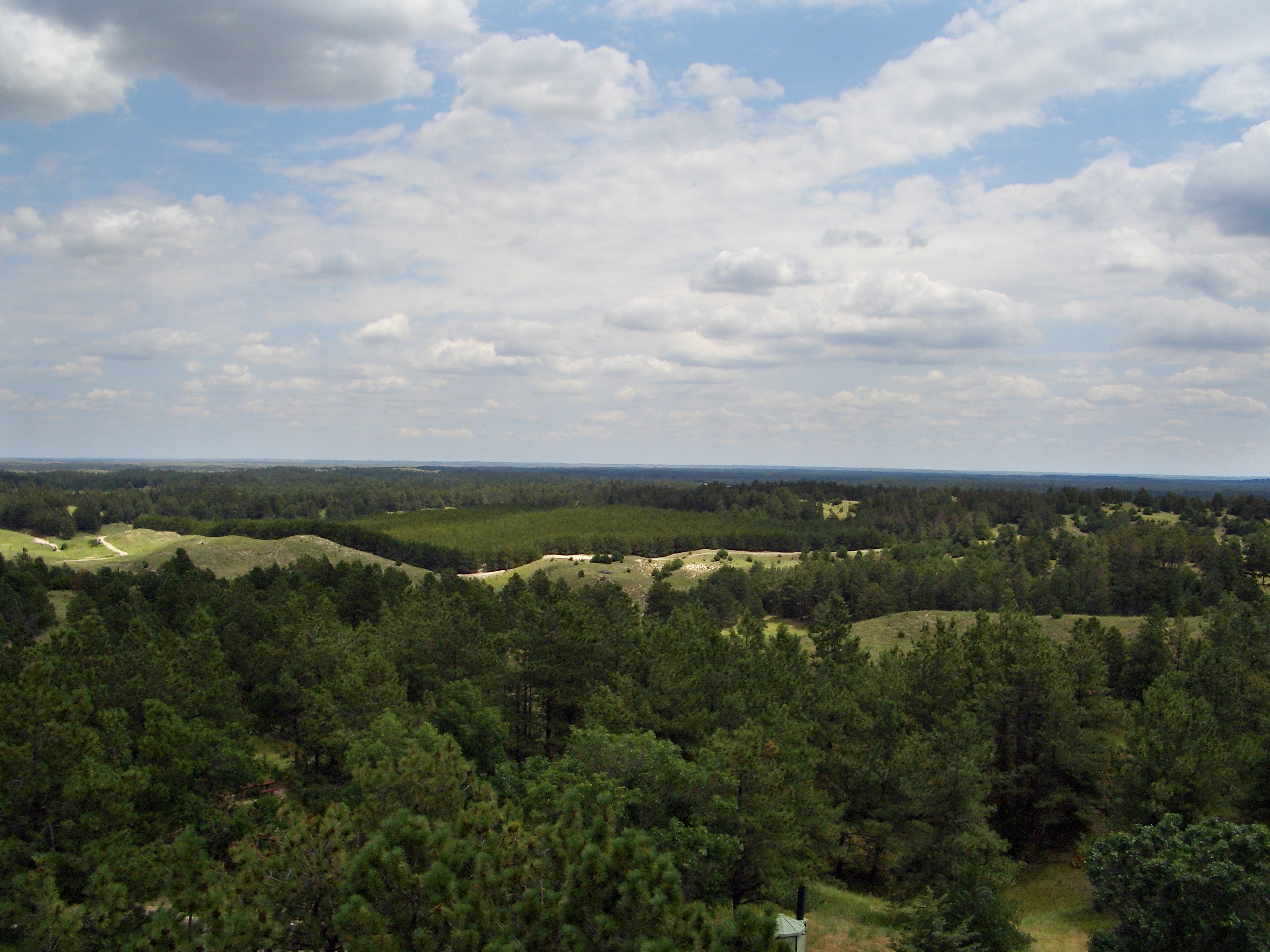
Nebraska National Forest ; la plus vaste forêt plantée aux États-Unis (Nebraska)

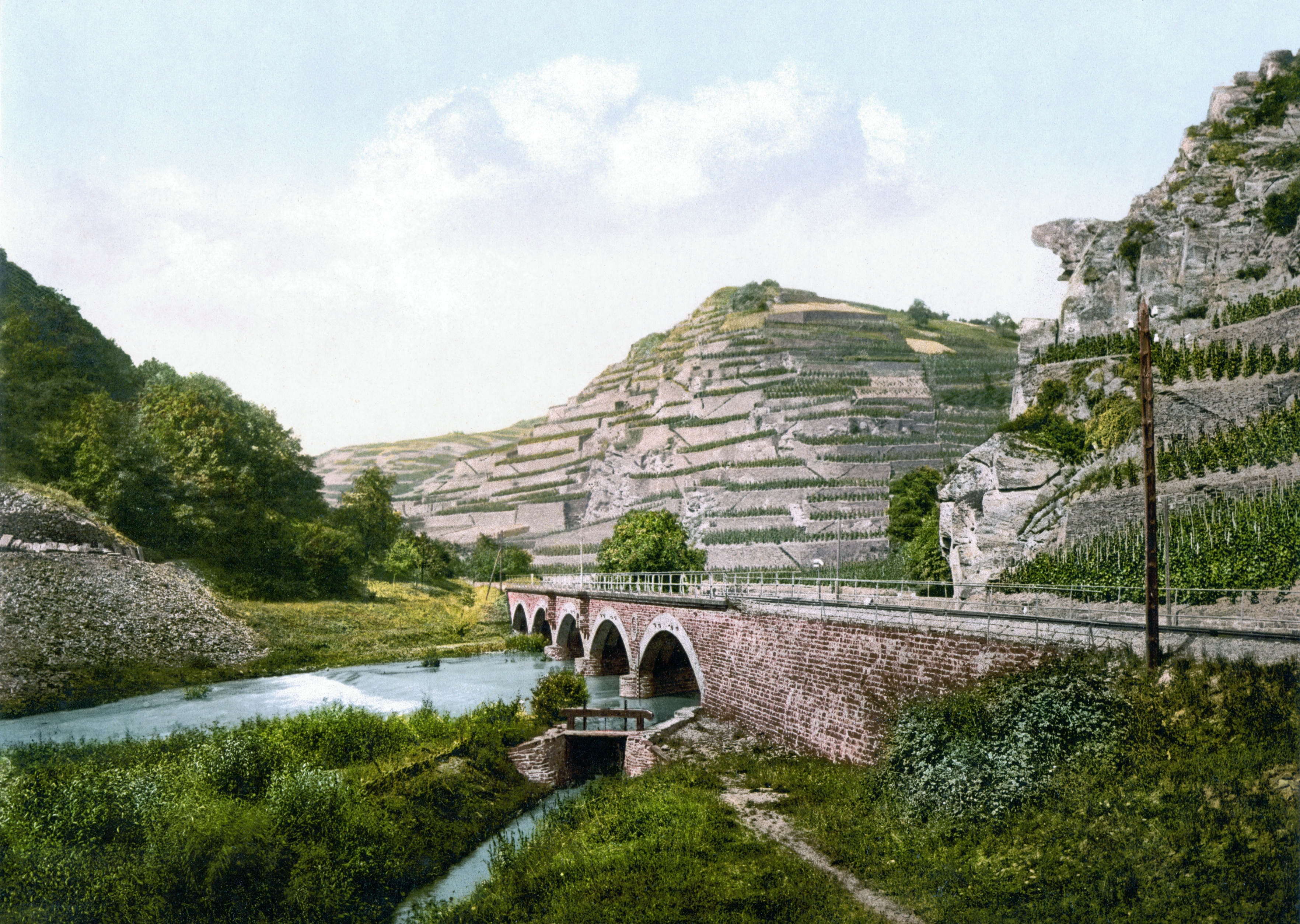
Exemple d'artificialisation du paysage, en Allemagne en 1900

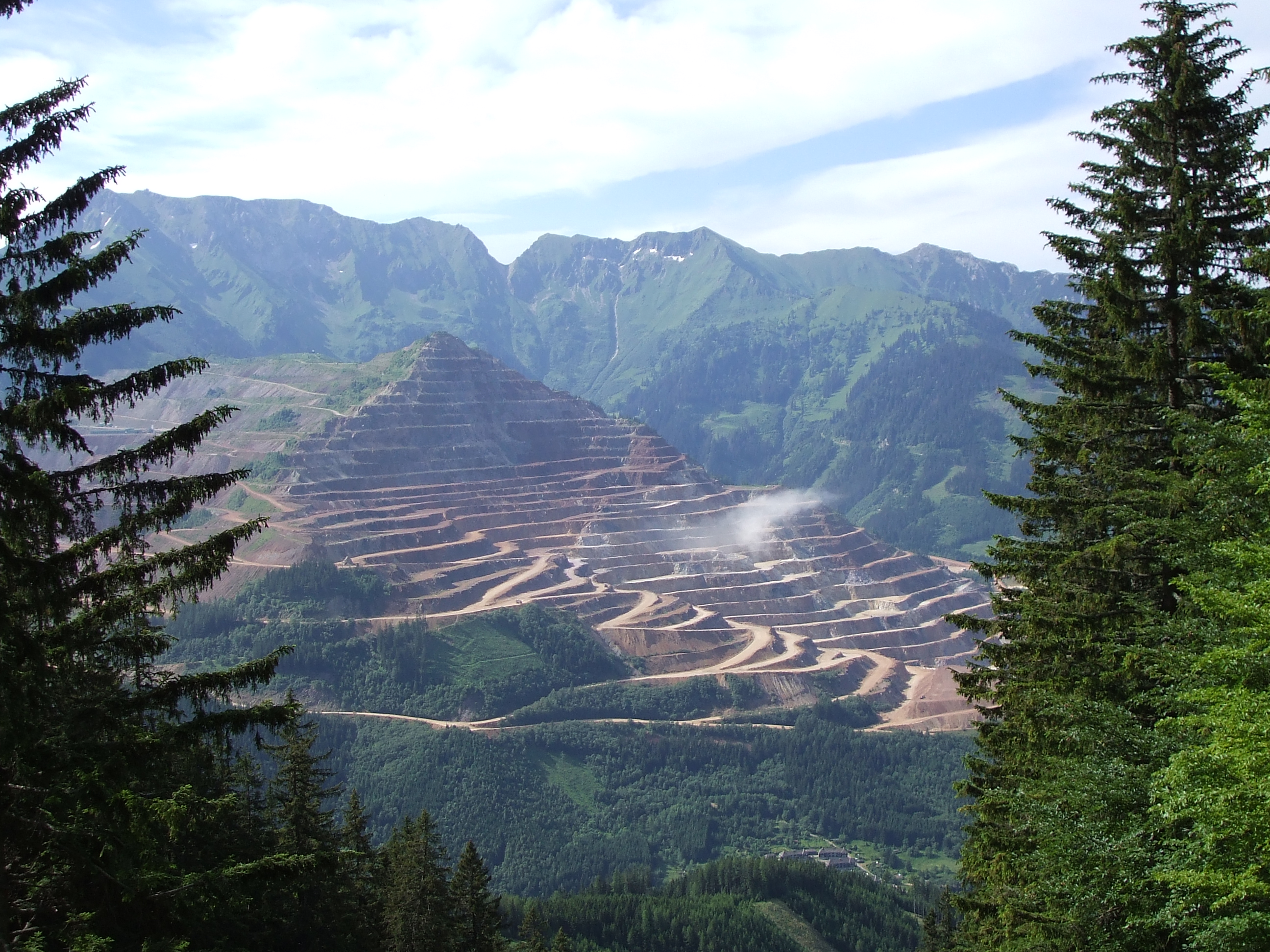
Mine de fer de l'Erzberg. L'artificialisation des milieux semble souvent plus facile à mesurer que leur naturalité. Elle est pourtant parfois discrète, telle l'artificialité partielle de la forêt qui couvre ces versants

Pour les articles homonymes, voir Naturalité.
La naturalité, dans son sens environnemental, renvoie au caractère sauvage d'un paysage ou d'un milieu naturel faiblement ou non maîtrisé par l'Homme. Il s'oppose ainsi aux concepts de ruralité et d'urbanité qui impliquent une forte anthropisation. Il s'agit d'une traduction, reconnue depuis les années 1960, du mot anglais wilderness. La définition de la naturalité peut être tirée du Wilderness Act qui introduit la notion dans les termes suivants : est qualifié de wilderness un milieu naturel tel que « la terre et sa communauté de vie ne sont point entravés par l'homme, où l'homme lui-même n'est qu'un visiteur de passage ».

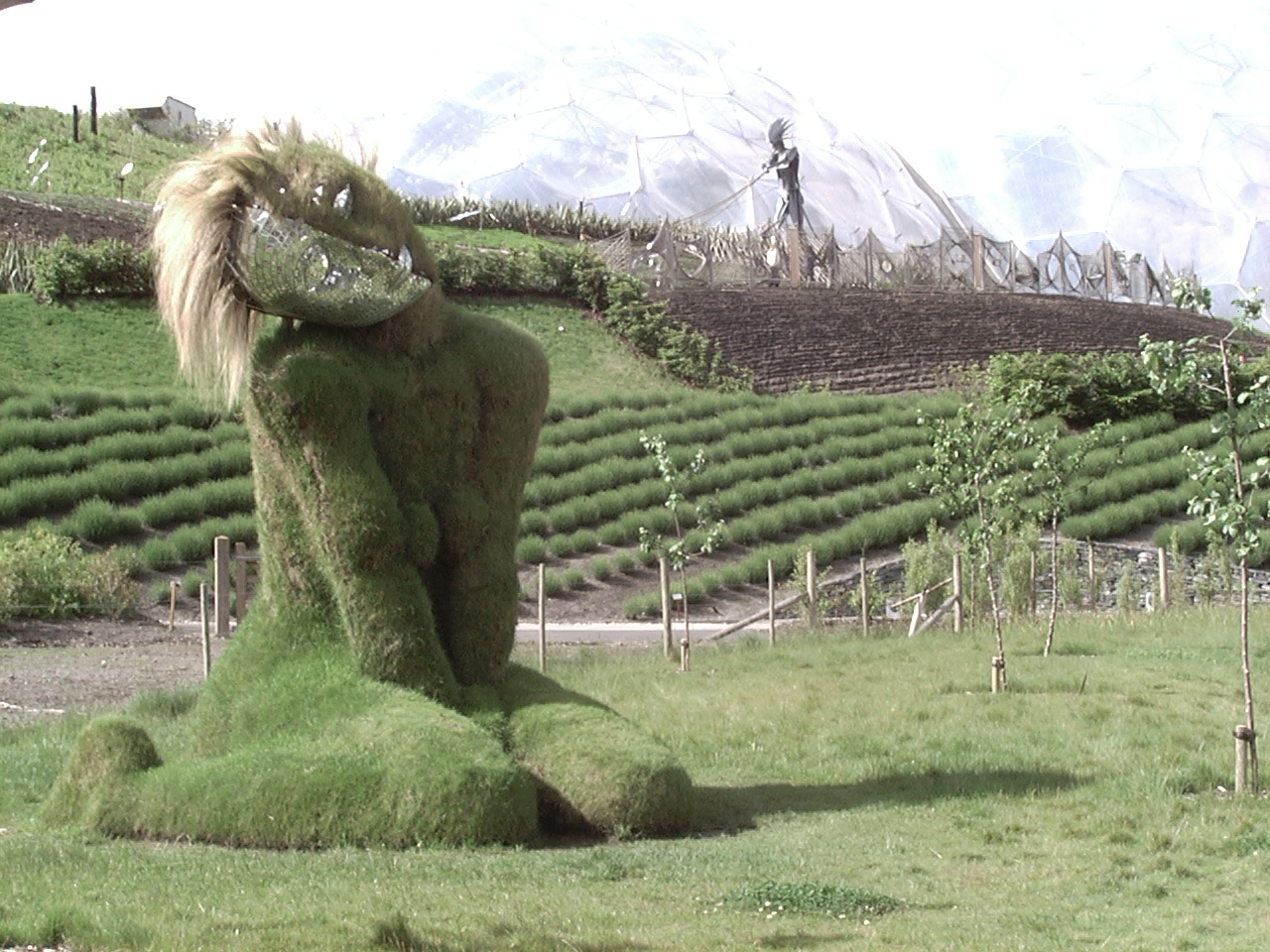
La question de la nature de l'Homme et de son rapport à la Nature est posée par certains artistes, ici près d'un des dômes (Biomes) du projet Eden (Eden Project)

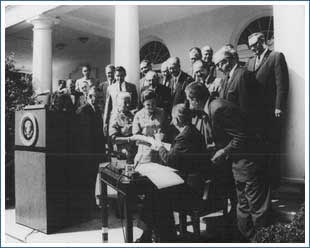
Signature à la Maison-Blanche du Wilderness Act, par le Président Lyndon Baines Johnson(automne 1964) devant le secrétaire d'État à l'Intérieur Stewart Udall, le sénateur Frank Church, Mardy Murie, Alice Zahniser, Wayne Aspinall, etc. : la première fois qu'une loi définit le caractère sauvage d'un patrimoine naturel, pour le protéger

## Définitions
La définition de la naturalité varie selon le domaine considéré.
En droit, sous l'Ancien Régime, la naturalité était l'état d'une personne née dans le pays dans lequel elle habitait, le droit de naturalité étant le droit dont jouissaient les habitants naturels d'un pays, à l'exclusion des étrangers. Il pouvait s'acquérir par les lettres de naturalité accordées par le Prince.
La naturalité est devenue la nationalité en droit moderne, les lettres de naturalité étant remplacées par les décrets de naturalisation, ce dernier terme ayant conservé sa racine. En philosophie, la naturalité est le caractère de ce qui est à l'état de nature, qui n'a pas été conçu ou travaillé par la main de l'homme et s'oppose à l'état de culture selon la philosophie des Lumières proposée par Jean-Jacques Rousseau.
Les « naturels » sont les habitants autochtones des pays étrangers, qu'on appelle aussi parfois « sauvages », ce mot désignant notamment les personnes, lieux, animaux « éloignés de la fréquentation des hommes » ou de la nature civilisée cultivée et domestiqué. Le mot est aussi utilisé par les chimistes à propos des arômes de synthèse pour décrire la proximité de leurs caractéristiques avec celles de l'arôme naturel, y compris pour les aspects de non toxicité ou d'allergénicité.
Ce n'est qu'au XIXe siècle en Amérique du Nord (voir par exemple Henry David Thoreau) et depuis les années 1980-1990 en Europe que ce mot prend un autre sens, correspondant pour la langue française aux notions anglaises de naturalness et wilderness. Désignant le paysage et la nature, il décrit alors l'état d'un milieu par rapport à ce qu'il serait dans son état naturel supposé, en l'absence d'activités humaines. Pour le Littré, la naturalité désigne aujourd'hui « l'état naturel ou spontané ».
Associé à la notion de biodiversité, la naturalité peut être un des nombreux indicateurs utilisé pour l'évaluation de la soutenabilité du développement.
Depuis la fin du XXe siècle, avec l'avènement de l'écologie urbaine la naturalité semble aussi intéresser un nombre croissant d'urbanistes, comme élément de décor pour les uns, comme élément d'atténuation des impacts de la ville et du transport (bruit par exemple) pour certains, ou plus largement pour ses services écosystémiques. Certains écoquartiers lui accordent une grande importance (Eva-Lanxmeer par exemple).

## Origine et variantes du concept
Certains lui voient quelques racines médiévales voire antérieures (Cf. le mythe de l’Homme sauvage) puis chez Jean-Jacques Rousseau, sans nécessairement qu'il exclue l'être humain (Cf. la Nature du bon sauvage) mais avec l'idée de « lieux si peu connus et si dignes d’être admirés… La nature semble vouloir dérober aux yeux des hommes ses vrais attraits auxquels ils sont trop peu sensibles, et qu’ils défigurent… »).
Il est mis en exergue par l'art et la littérature dans le mouvement romantique, dont par des peintres comme Caspar David Friedrich ou par exemple par George Sand. Le goût pour la naturalité est fortement associé aux parcs nationaux (nord-américains notamment) et imprègne jusqu'à nos jours une partie de la photographie, la télévision et le cinéma. Il est exploité par l'industrie touristique qui utilise volontiers l'image les grands paysages apparemment vierges d'impacts humains.
La première réserve intégrale de France, en forêt de Fontainebleau a été créée à l'initiative d'artistes de l'école de Barbizon qui voulaient que soient conservés quelques paysages forestiers qui pourraient vivre sans interventions humaines. Le concours Concours des villes et villages fleuris accepte depuis quelques années les espèces plus autochtones et naturelles dans les parterres et espaces-verts.

## Intérêt du concept de naturalité
La valeur écologique d'un milieu est de plus en plus mesurée à l'aune de sa biodiversité mais souvent uniquement sur la base d'inventaires d'espèces patrimoniales indicatrices, rares ou menacées ou encore d'habitats caractéristiques. Cette évaluation n'est pas toujours satisfaisante car certains milieux peuvent être naturellement très pauvres en espèces mais d'importance fonctionnelle ou paysagère cruciale.
À l'opposé, un biotope très artificialisé peut présenter une biodiversité élevée, artificielle et de peu d'intérêt écologique, voire dangereuse pour l'environnement local (exemple : arboretum, parc animaliers accueillant une grande diversité floristique et faunistique). La proximité de rejets d'effluents d'épuration ou d'eau chaude de centrales nucléaires peut permettre l'explosion de certains organismes, sans être un idéal de conservation).
Juger de la valeur d'un milieu naturel par sa seule richesse en espèces est donc réducteur.
C'est pourquoi les cartographes et acteurs de la conservation de la Nature se sont intéressés au concept intégrateur de naturalité. À échelle paysagère, la naturalité est reconnue comme ayant une certaine valeur intrinsèque, esthétique, fonctionnelle, culturelle et pédagogique (calquer la gestion sur le fonctionnement naturel qu'on peut encore observer là où la naturalité est élevée est aussi un moyen efficace d'apprendre à exploiter la nature sans la détruire, c’est-à-dire en conservant les espèces, les milieux et les processus qui la constituent).
La naturalité ne s'affranchit donc pas du concept de biodiversité, mais le complète, comme c'est le cas pour la connectivité d'un milieu avec le reste de l'environnement naturel aux échelles paysagères et continentales.
Enfin, même dans les pays très anthropisés, la richesse en plantes d'un paysage, ainsi que son harmonie et sa naturalité jouent aussi un rôle important dans la perception qu'en ont les humains, en particulier concernant le sentiment de paix, de santé ou de bien-être qu'il procure. Ainsi au Japon, au début des années 2000, une étude sur l'effet curatif pour la santé de la végétation existant dans le paysage a montré que 94 % des interrogés - sur l'évocation d'un paysage bon pour leurs santé et bien-être - décrivent spontanément un paysage très naturel, 1 % seulement préférant un paysage artificiel, avec des variations cependant selon l'âge de la personne interrogée.
Le recul de la naturalité qui se généralise rapidement dans l'Anthropocène cause chez un nombre croissant de personnes une souffrance morale d'un genre nouveau, dite solastalgie.

## Définitions de la naturalité
Elle est encore débattue mais la naturalité est une valeur reconnue, presque universelle et souvent incluse dans le bien commun ; pour partie subjective, elle repose aussi sur des critères objectifs et mesurables. Elle peut être représentée sous forme d'un gradient évoluant de l'artificialité vers un degré élevé de similitude avec un état « naturel » supposé (Gilg, 2004).
Elle est souvent subdivisée en deux notions : naturalité anthropique (en l'absence d’intervention humaine), et naturalité biologique (consiste à rapprocher un milieu de son état naturel ancien, quitte à intervenir).
Cette différenciation est fondamentale, scientifiquement et philosophiquement.
D'un point de vue scientifique, l'état de référence est différent : état passé, avant que l'homme n'ait commencé à dégrader le milieu pour la naturalité biologique, et état futur si l'homme cesse toute intervention pendant un temps suffisamment long pour la naturalité anthropique, ou s'il contribue par le génie écologique à restaurer les processus naturels de résilience écologique. On peut noter que les deux références sont théoriques :
- l'état originel n'a sans doute jamais existé si l'on considère que le climat, la biodiversité et le paysage ont constamment évolué depuis les premières activités humaines ;
- La notion d'absence totale d'interventions ou manifestations anthropiques semble également illusoire, car l'homme à un impact global sur la planète (effet de serre, pollutions marines et aérotransportées…).

D'un point de vue philosophique, soit on considère que toute action de l'homme sur le milieu amoindrit la naturalité et que le moindre mal est de limiter ces actions au minimum dans certaines zones, soit on pense que l'homme peut revenir en arrière, diminuer les stigmates de ses actions passées, et que cela passe par une restauration active de certains milieux.
Cette différenciation est flagrante en cas de présence de plantes exotiques envahissantes : préserver la naturalité anthropique consiste alors à ne rien faire, alors que favoriser la naturalité biologique passe par la destruction de ces plantes. Ainsi, certains scientifiques sont les défenseurs, sur certaines zones au moins, d'une stricte naturalité anthropique. Ils suggèrent que la nature est capable d'elle-même de retrouver un équilibre intéressant, même si ce dernier n'est pas le même que celui existant avant les perturbations anthropiques. Selon eux, les plantes exotiques finissent par trouver leur place dans l'écosystème qu'elles colonisent, et créent ainsi un nouvel équilibre. La naturalité serait donc plutôt un processus dynamique non contrarié par l’homme, une nature qui surgit de manière spontanée, quel que soit l'état de départ. Il faudrait donc raisonner en termes de fonction (ou de niche) écologique au sein de l'écosystème, plutôt que d'espèces en elles-mêmes. Une espèce exotique, en remplaçant une autochtone, n'aurait quasiment pas moins de valeur sur le plan de la naturalité que cette dernière.
Les tenants de la « naturalité biologique » sont souvent plus interventionnistes, jugeant nécessaire de restaurer les milieux dégradés par l'homme, et que ceci va dans le sens d'une augmentation de la naturalité. Ils encouragent par exemple le contrôle (à défaut d'éradiquer) des animaux ou plantes envahissantes, pour conserver des milieux exempts de celles-ci. Ce sont donc des partisans du génie écologique, dans le cas où la nature ne peut pas se rapprocher seule de son état originel supposé (par exemple par ce que les grands prédateurs et grands herbivores ont disparu, ou que leur territoire est si fragmentés qu'ils n'ont plus accès à une grande partie de celui-ci.
Au-delà de ce débat, il est possible d'évaluer les deux types de naturalité d'un milieu, et ainsi de connaître sa « distance » au même type de milieu exempt d'activités humaines directes.

## Définir la naturalité, étape préalable à toute cartographie
La naturalité est comprise intuitivement par tous et chacun, mais avec une part de subjectivité qui rend sa quantification délicate. Les premières définitions, de Leopold en 1921, de Nash en 1982, de Hendee ou de nombreux auteurs dans les années 1990, dont Oelschlaeger en 1991 ont parfois été critiquées comme trop subjectives, ne prenant pas assez en compte l’influence passée de l’Homme sur les paysages ou inadaptée aux régions densément peuplées. Les premières approches, nord-américaines, zonaient et classaient des zones « sauvages » (de wilderness). Les cartographes tendent maintenant à établir un gradient du moins naturel aux plus naturel.
Les définitions classiques se sont construites en référence à un état théorique « normal », « climacique » ou idéalement « sauvage », « primaire » ou « primitif » de l’Environnement, c’est-à-dire jugé sans influence humaine significative.
Mais à quel état zéro se référer ? Celui de la préhistoire, la nature telle qu’elle était il y a 800 ou 200 ans ? La notion de seuil de superficie est également importante. Faut-il et comment, adapter des seuils de surfaces à différents contextes (sur une île, dans une région densément construite…) Doit on enfin parler des paysages clairement semi-naturels (agrosystèmes), et sur la base de quels critères ?
L'absence d’installations humaines (habitation, infrastructures, structures de type pylônes, etc.), d’agriculture, de sylviculture, d’aquaculture et d’autres marques d’influence et d’impacts d’origine humaine (ou leur éloignement) sont des critères consensuels, mais il reste difficile de les quantifier, et de prendre en compte les impacts discrets, secondaires et/ou temporels des activités humaines. De nombreux espaces apparemment sauvages sont en fait des milieux secondaires, forêts, dunes ou landes secondaires qui ont colonisé des zones incendiées, défrichées et/ou drainées, d’anciennes cultures, ou des espaces antérieurement profondément modifiés par les incendies contrôlés, la disparition des grands herbivores et carnivores, le contrôle des fleuves et la destruction des zones humides, les pompages ou irrigation, des activités extractives, etc. sans oublier les séquelles de guerre ou d’exercices militaires, sur terre et en mer. Des déserts qui paraissent naturels résultent d’assèchements ou d’incendies produits par l’Homme, souvent dès la préhistoire ou il y a plusieurs siècles, ou plus récemment (Mer d'Aral). Certains critères de haute naturalité sont paradoxalement remplis par certaines zones interdites à la suite des retombées de Tchernobyl, où les ours, les loups et une riche faune sont revenus en dépit de la radioactivité, à la suite du départ de l’Homme.
L’impact de l’Homme en Asie du Nord, au Moyen-Orient et en Europe est significatif et localement omniprésent depuis 8 000 ans, il s’est amplifié avec les civilisations gréco-romaines puis l’ère moderne, se traduisant notamment par le recul continu des zones humides et des forêts primaires (quasi disparues en France, en zone eurasiatique tempérée de l’hémisphère nord, et ayant très fortement régressé en Amérique du Nord). En Europe, les zones très « naturelles » sont devenues très rares et isolées. En France, par exemple, la forêt naturelle a presque disparu et 1/5e de la forêt est sous influence urbaine directe 3,3 millions d’hectares de forêt étant dans le périmètre d’influence de 114 unités urbaines de plus de 50 000 habitants chacune. (bulletin IF, de l’IFN du 11 mars 2006). Les dernières zones sauvages sont des îles éloignées, des éléments de falaises et de dunes, des éléments de forêts de pentes, des zones de montagnes ou des glaciers (qui fondent du fait du réchauffement) et autres sommets enneigés (déserts biologiques), parfois classés en parcs nationaux ou réserves.
L’aspect sauvage d’une nature exubérante ou d’un désert découlent parfois de modifications anthropiques (climat, micro-climat, contrôle de l’eau, baisse de nappes, apports d’azote et de pesticides ou d’autres polluants ou eutrophisants via les pluies et retombées atmosphériques). Les marais, landes, pelouses calcicoles et forêts plus ou moins cultivées sont devenus les habitats de substitution de la faune et flore sauvage dans l’hémisphère nord pour l’essentiel de la diversité biologique, mais sur des territoires toujours plus petits et de plus en plus isolés les uns des autres. Ce sont en fait souvent d’anciennes tourbières et carrières exploitées, lieux défrichés pour des cultures et pâturages avant que des activités aient disparu. Des paysages ressentis comme sauvages (Irlande, Écosse, « Côte sauvage » de Bretagne, Landes d’Aquitaine, certains paysages d’Espagne du Moyen-Orient, sont en fait des zones qui étaient souvent enforestées avant d’avoir été largement drainées jardinées et/ou intensivement cultivées avant un exode rural qui a conduit à une sorte de « naturalité secondaire » (Ridley, 1992) créant des paysages peut-être localement parfois proches de certains facies préhistoriques que la paléontologie et la paléoécologie nous aident à imaginer. De nombreuses régions de lande, pelouses et zones humides ou des parcs tels que Hoge Veluwe aux Pays-Bas (5 000 ha environ) sont donc jugées « sauvages » par le public, alors que leur aspect découle d’une gestion antérieure ou actuelle par l’homme, qui a produit un paysage vécu comme « naturel » ou « sauvage » résultant notamment des impacts de petits et grands herbivores. Une carte de naturalité doit-elle traduire la naturalité du résultat, ou également du processus de production du paysage (naturel ou plus ou moins contrôlé par l’humain) ?
- L’échelle de naturalité est souvent pour partie arbitraire, mais elle peut être scientifiquement cohérente et précise pour certains critères. Les critères subjectifs sont nécessaires car correspondant objectivement à la perception du public (un pont métallique traversant une vallée sera considéré comme nuisant à la naturalité du site, même si ce pont n’est plus utilisé depuis 50 ans, alors qu’un lac artificiel, les murets d’anciennes cultures en terrasses ou un temple ancien enfoui sous la jungle seront mieux « acceptés » dans le registre du « naturel » et du « sauvage »). À l’autre extrême se trouvent les milieux les plus stérilisés par l’Homme, de la salle blanche stérile de laboratoire, aux nombreux types d’espaces imperméabilisés et/ou construits (villes, infrastructure) aux espaces cultivés. Des notions nouvelles sont apparues qui influent sur la perception de la naturalité, avec par exemple l’éclairage nocturne (éclairages de falaises, comme monuments naturels) et les pesticides ; un paysage de culture peut sembler relativement naturel, alors qu’une grande partie de la faune et flore sauvage ont disparu. Certains parlent de désert biologique. Un fleuve peut avoir une apparence très naturelle, mais réchauffé par une centrale électrique, ou pollué en amont, les espèces qui y vivent peuvent avoir fortement régressé ou disparu.
- La naturalité biogéophysique est défini à partir de critères d’occupation du sol et/ou de la couverture associée de végétation (souvent dérivées de l’imagerie satellitaire ou aérienne), mais toute carte de naturalité apparente doit être validée sur le terrain pour donner des indices de naturalité écologique, afin que par exemple un boisement très artificiel de clones plantés en alignements sur sols labouré, drainé n’apparaisse pas comme « naturel ». Inversement, une zone dénudée peut l’être pour des causes naturelles (aridité, toxicité naturelle du sol, pression des herbivores, etc.).

## Cartographie de la naturalité
L’analyse écopaysagère assistée par SIG, sur la base d’une analyse multi-critères (ECM), et à condition de disposer de données suffisantes, à des échelles pertinentes, permet de cartographier un indice de naturalité, par exemple via une gradation colorée ; des milieux les plus artificiels, aux plus « naturels » et ce, même dans des zones où il ne reste plus de nature sauvage. Une telle carte a été produite en 2007, publiée en 2008 pour le Nord-Pas-de-Calais en France. Ce gradient progressif traduit généralement la présence croissante de la vie sauvage et de la diminution de l’influence humaine directe et/ou indirecte. Les cartes décrivent en fait une probabilité de trouver des écosystèmes plus ou moins naturels.
Diverses méthodes ont été testées, par exemple en Belgique des cartes de portance écologique, ou d'autres types de cartographie testés dans certains états nord américains, en Australie et en Grande-Bretagne. Ces cartes peuvent concerner un continent (Australie), un état ou un type particulier de milieu (indices de naturalité de la forêt, ou de zones humides). Elles permettent de hiérarchiser et surveiller les zones les plus « sauvages » d’un pays, par exemple pour les protéger pour des raisons éthiques, esthétiques et patrimoniales. Il peut aussi s’agir de restaurer, gérer et protéger un réseau écologique et des corridors biologiques judicieusement positionnés, ou de vérifier sur carte si les zonages et les outils de protection sont adaptés, et le cas échéant identifier de nouveaux sites ou besoins de protection.
Comme tous les outils visant à protéger, la notion de nature sauvage (Wilderness) a eu ses partisans et ses détracteurs, surtout quand des définitions comme celle du « US Wilderness Act » de 1964 (loi sur les espaces sauvages) ont des conséquences juridiques et foncières en protégeant de la construction et des aménagements des espaces jugés remarquables pour leur caractère sauvage et naturel. Les conséquences sont modestes dans les grands pays tels qu’États-Unis ou Australie, où les sites concernés sont souvent éloignés et de faible valeur foncière, d’autant qu’il s’agit souvent de milieux pauvres et/ou peu propices à l’agriculture.
- Préserver des échantillons remarquables et significatifs comme on a pu le faire aux États-Unis et au Canada, sur propositions de personnalités telles que Leopold au milieu du XXe siècle semble difficile dans les pays très peuplés, ne serait-ce que, comme l’a montré Marshall (1930) parce que de tels échantillons n’existent simplement plus, sauf à reconstituer cette naturalité, comme cela a été fait dans le parc Hoge Veluwe aux Pays-Bas, sur d’anciennes terres agricoles.

- La naturalité est aussi un des indicateurs possibles du développement durable, justifiant une mesure quantifiée et objective, par exemple comme indicateur de performance et de qualité par certains labels forestiers (écosociolabel FSC). La gestion Prosilva, dite « proche de la nature » s’y intéresse pour mieux comprendre et utiliser les processus d’auto-entretien et de résilience qui caractérisent les forêts à haut degré de naturalité. Des cartes prospectives de « potentialité de naturalité », s’appuyant sur une écologie rétrospective et l’écologie du paysage pourraient accompagner les démarches d’Agenda 21, et d’urbanisme (ex : SCOT, PLU, PADD.. en France) et d’agriculture ou sylviculture durables.

- La faune comme indicateur. La présence de populations significatives et autonomes d’animaux sauvages natifs (bisons, bouquetins, loup, castor, ours et lynx, tigres, lions, éléphants, etc. autrefois présent sur ces zones) est un autre indicateur possible (Watson, 1983), mais on sait aussi que les politiques des pays ou les pratiques de chasse ou d’écotourisme ont influé sur la conservation de ces espèces n’est souvent pas non plus tout à fait « naturelle ».

- La flore comme indicateur ou indices de naturalité. Cette donnée est généralement extrait de la couche « occupation du sol », mais son caractère plus ou moins sauvage, primaire, secondaire, écodiversifié, etc. reste difficile à appréhender.

- Un indice d’hétérogénéité paysagère peut être calculée directement à partir d’images satellitaires. Il serait utile pour pondérer certains critères subjectifs dans l’établissement de cartes de naturalité, à condition de disposer de données de précision suffisant pour permettre de déduire une hétérogénéité réelle, et de caler les modèles ou calculateurs avec des vérifications de terrain (ex. : certaines forêts (futaie tempérée) ou des prairies peuvent paraître très homogènes sur une image satellite, mais très hétérogène sur des photos aériennes prises en hiver, au printemps et en automne ou en lumière plus rasante (mettant mieux en évidence de relief et la complexité de la canopée).

- Un critère de surface minimale pour les paysages considérés est jugé nécessaires à la notion de « Naturalité » et retenu par exemple par McCloskey et Spalding (1989). Or, les paysages peu marqués par l’Homme sont devenus très relictuels en Europe et dans une grande partie de l’Asie tempérée. Ce sont le plus souvent des taches de quelques hectares voire des micro-paysages de quelques dizaines de mètres carrés dans les régions les plus artificialisées. Il n’existe pas à ce jour de protocole international ou national normalisé pour harmoniser ce type de cartographie afin de rendre comparable les cartographies de différents pays.

- Des milieux de substitution.. Faute de mieux, on peut aussi convenir que si certaines structures écopaysagères n’existent plus, ni les animaux qui les permettaient ont disparu (Cf. par exemple les grands réseaux de clairières autrefois entretenus par les migrations annuelles de troupeaux de millions d’herbivores préhistoriques, bisons, rennes, rhinocéros laineux, mammouths, auroch, cervidés, etc. en Europe), des structures plus modestes ont pu s’y substituer et que ces dernières mériteraient protection et restauration en tant que patrimoine esthétique et/ou bien commun. On peut alors les cartographier comme indices de naturalité. C’est le cas des mares ou du bocage par exemple, ou de landes et de tourbières secondaires qui peuvent évoquer des milieux qui devaient exister à la préhistoire, sous des formes différentes, mais avec un faciès végétal proche.

- La naturalité des sols riches n’est plus connue : Sauf pour de rares exceptions, très locales, les sols très riches sont tous cultivés ou urbanisés, l’ont été ou font l’objet d’une sylviculture ou de réserve de gibier dont le comportement et l’impact ne sont plus « naturels » en raison de l’agrainage, de la fragmentation des milieux et de la disparition ou régression des grands prédateurs.

- La vie sauvage, la naturalité des processus. Enfin, même là où les milieux a une origine totalement humaine (carrière, terril…), une vie sauvage intense et des processus naturels peuvent parfois encore s’y manifester. Il reste possible et utile d’identifier le degré de naturalité des tels éléments du paysage, ce qui est possible à partir de définitions de la naturalité moins exigeantes et restrictives que celles retenues en Amérique du Nord.

## Relativité de la notion
La notion de naturalité n’est pas absolue mais relative, car elle repose sur une distinction « homme - nature » qui est philosophique et pour partie subjective, et donc non totalement mesurable par les sciences dites « dures ». Par exemple, des photos de cours d'eau plus ou moins encombrés d'embâcles ont été présentées à des étudiants de diverses cultures ; ils ont réagi très différemment, les uns (allemands, suédois) appréciant y compris esthétiquement l'aspect naturel du cours d'eau, les autres (chinois, indiens) estimant qu'il devrait être géré et débarrassé de ces embâcles, de même en France ou des perceptions différentes sont exprimées selon les acteurs.
Néanmoins, elle fait aussi appel à certains critères mesurables (distance à parcourir à partir des limites d’une zone jusqu’à la première maison, infrastructure ou construction humaine par exemple, le degré de fragmentation/artificialisation par les infrastructures et constructions, présence/absence de cultures, forêts, zones d’activité, de mines, carrières, décharges, covisibilité, densité ou fréquence de présence humaine, etc.).
Avec une définition assez large telle que celle proposée par Nash en 1982, une approche SIG basée sur une analyse multicritère (ECM) permet de faire une carte décrivant une progression du « peu naturel » au « plus naturel », en s’affranchissant de seuils stricts. Le classement peut aider à une gestion écologique et donc différentiée des espaces, selon les critères, fonctions et valeur (poids) retenus.
Automatiser certaines analyses cartographiques ? Le travail final sera toujours pour partie subjectif. Peut-on en diminuer la subjectivité en s’appuyant aussi sur une analyse automatique d’image, moins dépendante du sentiment de l’examinateur vis-à-vis d’un critère particulier. C’est une piste de travail, à développer, qui a été initié par Véronique Morsetti qui pourrait pondérer les analyses multicritères classiques) ?
La comparabilité dans le temps ou l’espace reste difficile, car les pays riches sont mieux couverts par l’imagerie de qualité, et la précision des images et bases de données augmente avec le temps. (Corine Land Cover annonce une cartographie affinée pour 2008, sur la base d’images 2006).
Les atlas ou cartes dites de pollution lumineuse apportent un indice complémentaire d’artificialisation de l’environnement nocturne (mais aussi diurnes). Cet indice est objectif et incontestable (extrait de l’image satellite) mais il est peu précis quand il s’agit des images satellites disponibles pour les chercheurs ou cartographes, plus précis mais à vérifier sur le terrain pour les cartes modélisées. Le travail n’a jamais été fait à partir d’images aériennes de qualité, notamment parce qu’il est interdit de survoler les villes de nuit. Il pourrait théoriquement être affiné dans le spectre de l’infrarouge et de l’ultra-violet.
Les analyses peuvent être compliquées par les migrations saisonnières touristiques estivales ou d’hiver, des événements (ex : Paris-Dakar) qui font qu’un site peut être désert 9 mois par an puis subitement surfréquenté.
- Aide à la gestion Quelques auteurs estiment que le SIG est utile pour la gestion de ces milieux (Hendee et autres, 1990 ; Lesslie, 1993 ; Lesslie et Maslen, 1995 ; Carroll et Hinrichsen, 1993 ; Ouren et autres, 1994), en particulier pour situer les espaces, monitorer les évolutions et les analyser ou anticiper, ou pour les études d’impacts, mesures conservatoires ou compensatoires. François Terrassons alertant pour sa part sur le fait qu’il y a déjà un paradoxe à vouloir gérer un territoire qui par définition ne devrait pas l’être s’il est censé être affecté d’un haut coefficient de « naturalité ».

## Intégration dans le droit environnemental
Chez les peuples premiers, il semble que de nombreux sites aient été durant de longues périodes « tabous » ou tacitement protégés de la chasse, de la culture, de la coupe du bois, voire interdit à l'homme. Les explications les plus communément données sont animistes ou liées au séjour des ancêtres ou d'esprits ou évoquent d'autres motifs religieux ou culturels. Dans certains cas l'aspect esthétique de ces sites semble avoir pu jouer. La coutume ou de nombreuses lois existent depuis des siècles dans de nombreux pays et continents pour protéger certains milieux stratégiques, la forêt en particulier. Au XIXe siècle, le sentiment que le patrimoine naturel et paysager se dégrade rapidement gagne le monde occidental et industriel. De premières lois apparaissent au XXe siècle pour spécifiquement reconnaître, cartographier et protéger la naturalité puis la biodiversité qui en est un des éléments.
Après un siècle de loi protégeant plus ou moins les grands paysages, le droit de certains pays intègre peu à peu la notion de naturalité dans le domaine de la gestion sylvicole. Par exemple en Suisse, l'Office fédéral de l'environnement, a publié en 2015 une liste d'objectifs et mesures pour la Biodiversité en forêt, dont la première est « Laisser libre cours au développement naturel de la forêt » (page 43 et suivantes) et la suivante « promouvoir le vieux bois et le bois mort ».

### États-Unis
Le (Wilderness Act) est une loi adoptée aux États-Unis le 3 septembre 1964. Elle a été rédigée par Howard Zahniser, membre de la Wilderness Society (une des premières grandes organisations non gouvernementales environnementales des États-Unis). Cette loi a été votée un an après la réédition du livre L’homme et la nature (Son Man and Nature) de Georges Perkins Marsh, soit un siècle après sa première édition de 1864 à New York.
Ce texte voté après plusieurs décennies de négociations, donne la première définition juridique des aires sauvages (Wilderness area) aux États-Unis et dans le monde. Cette définition est marquée par la poésie romantique : la nature sauvage y est définie comme « une zone où la terre et sa communauté de vie ne sont pas marquées par l'homme, où l'homme lui-même est un visiteur qui ne reste pas » (« ...an area where the earth and its community of life are untrammeled by man, where man himself is a visitor who does not remain »).
Après adoption par le Congrès et signature par le président, cette loi a créé le National Wilderness Preservation System qui protège aujourd'hui (en 2007) 9,1 millions d'hectares (37 000 km2) de forêts nationales et sites sauvages dont la pérennité n'étaient auparavant garantie que par des ordonnances administratives.
Les milieux les plus urbanisés font aussi l'objet de travaux de recherche et réflexion, avec par exemple depuis 2007 un travail de reconstitution du paysage de l'île de Manhattan il y a 400 ans environ, incluant une reconstitution, en image de synthèse, du paysage tel qu'il existait en 1609, dans le cadre du « Mannahatta Project » porté par une ONGE (Wildlife Conservation Society), avec le National geographic, l'université de l'Oregon et le projet Welikia (qui signifie « ma bonne maison » dans la langue lenape des Amérindiens qui vivaient là quand les premiers européens sont arrivés). Ce projet porte sur l'écologie rétrospective et actuelle de l'île de Manhattan. Le travail d'écologie rétrospective vise notamment à sensibiliser les new-yorkais à la possibilité et à la nécessité de reconnecter les milieux naturels urbains entre eux et avec ce qui reste du monde sauvage et à présenter l'écopotentialité de la région.
Il semble selon cette étude qu'avec « plus de 55 différentes communautés écologiques différentes, la biodiversité Mannahatta par acre rivalisait avec celle des parcs nationaux comme ceux de Yellowstone, de Yosemite et des Great Smoky Mountains ! »,.

### Australie
L’Australian Heritage Commission's National Wilderness Inventory (NWI) est la commission australienne créée en 1986 pour inventorier les paysages remarquables et patrimoniaux pour leur caractère sauvage afin de maîtriser l’artificialisation des paysages. La NWI a fait une analyse SIG du paysage en se basant sur quatre critères : éloignement d’installations humaines, éloignement de tout accès, l’apparence de naturalité et naturalité bio-géophysique en ne retenant pour ce dernier point que l’absence d’impacts (échelle de résolution : carrés de 1 kilomètre de côté (0,39 mille carré).
Le NWI a pu ainsi indexer des sites et paysages selon des seuils minimum pour chacun de ces indicateurs, tout en précisant que ce classement restait relatif, et qu’il n’a retenu que les influences anthropiques récentes (« influence of modern technological society »). La cartographie à échelle 1:250 000 a retenu une distance de 25 kilomètres (une journée de marche) comme suffisante pour considérer qu’il y avait « éloignement », par rapport aux constructions et voies de transport (hors trafic aérien sans prendre en compte l’accessibilité par hélicoptère, ballons, et autres deltaplanes). La route peut être surpondérée, car plus fragmentante et desservant de manière plus diffuse que les gares d’une voie ferroviaires.

### Europe
L'Europe de l'Ouest a perdu beaucoup de sa naturalité. Le 3 février 2009, le Parlement européen vote (large majorité) une résolution visant à protéger et développer des zones de nature vierge en Europe pour le futur. Les députés rappellent la rareté de ces espaces et leur rôle irremplaçable comme la place centrale de ces espaces dans le réseau Natura 2000 (alors qu'en France où l'on a favorisé une gestion contractualisée et interventionniste, sur onze types de contrats Natura 2000 finançables en forêt, un seul (Îlot de sénescence) privilégie la non-intervention).
Les eurodéputés demandent ou préconisent :
- une cartographie des dernières zones vierges d’Europe,
- la cartographie des zones où les activités humaines sont minimales, par grands types d’habitats (forêts, zones humides, littoral, etc.),
- un inventaire des menaces pour ces zones (incluant les espèces allogènes envahissantes),
- une évaluation des services écosystémiques rendus par ces espaces,
- un financement sur un fonds spécial.

Le WWF et de grandes ONG promeuvent aussi cette approche depuis les années 1990, en demandant notamment la préservation d'un véritable réseau de forêts naturelles protégées.
Dans les pays peu urbanisés, bien qu’on puisse accorder une grande valeur culturelle et esthétique au caractère naturel de certains paysages, le caractère sauvage d’un site éloigné de tout accès facile ne se traduit pas par une valeur foncière du terrain, ce qui n’est pas le cas dans un pays densément peuplé où les accès sont souvent plus proches et où le consentement à payer sera plus élevé. Ceci explique que les zones sauvages ne sont juridiquement protégées ou gérées comme telles que quand la valeur des critères de naturalité est jugée plus élevée que celle des autres usages possibles. Certains pays ont des politiques mal coordonnées, le ministère français de l’économie donnant par exemple des autorisations d’orpaillage dans des zones théoriquement définies comme protégées par le ministère de l’environnement en Guyane.
Chaque case d’une grille retenue (1 km2 en Australie) peut être renseignée pour chaque critères (4 critères en Australie, aussi repris pour une carte de naturalité en Grande-Bretagne), avant de donner un indice par case, résultant d’une pondération de chaque facteur à partir d’un choix par l'utilisateur et d’un modèle simple d’analyse multicritère (weighted linear summation).
éloignement de la population
éloignement des voies de transport,
apparence naturelle du paysage
degré de naturel biophysique
...sur une échelle de 0 à 255 et combinés en utilisant des poids personnalisés
Royaume-Uni : la carte produite pour la Grande-Bretagne montre que les secteurs à haute valeur de naturalité sont presque tous dans le Nord-Ouest des Highlands écossaises, bien qu’étant pour la plupart des paysages à « naturalité secondaire » issus de défrichements et du pâturage des moutons. Cette carte a vivement intéressé les acteurs de la conservation de la Nature et de l’aménagement du territoire qui conviennent que la cartographie de la nature sauvage est une aide précieuse pour sa protection et pour définir de nouvelles aires de protection ou de gestion adaptées.
France : il n'existe pas de législation dédiée, mais les parcs nationaux et autres statuts de conservation de la nature peuvent inclure des clauses protégeant la naturalité (réserve biologique intégrale par exemple). En 2019 le Conservatoire d'espaces naturels Normandie Ouest a lancé un programme d'espaces (publics ou privés) en libre évolution, dans le cadre d'un programme "Prele" visant à améliorer l'acceptabilité de tels espaces.

## Naturalité des milieux forestiers
Elle s'évalue par comparaison avec ce que pourrait être dans un contexte géographique donné la forêt si elle s'était développée sans modifications dues aux impacts des activités humaines, en tenant compte de la biodiversité potentielle (potentialité écologique), et des humus et de la nécromasse de bois.
Ainsi, paradoxalement, alors que la forêt française (16 millions d’hectares) a doublé sa surface en un siècle, cette surface n'est estimée qu'à un faible tiers de la surface originelle ou potentielle (environ 50 millions d’hectares). Le volume de bois-mort par hectare y est très faible, mais également celui de bois vivant, car ces forêts jeunes, artificialisées et régulièrement exploitées, n'abritent en moyenne qu'environ 200 m3 de bois vivant par hectare (contre 500 m3/hectare dans une forêt dite primaire), ce qui fait dire à la revue Naturalité que « Un rapide calcul montre que la forêt française, aujourd’hui, a perdu près de 90 % de son bois par rapport à l’état naturel ». Ce qui explique qu'on n'y atteint jamais une biodiversité équivalente à celle de massifs anciens tels que la forêt de Białowieża où 12 500 espèces ont été comptées sur un seul hectare.
Faute de comparaison possible avec une forêt naturelle, l'évaluation de la naturalité forestière s'appuie sur des évaluations rétrospectives et sur des cartes de végétation naturelle potentielle, car la végétation est ce qu'il y a de moins difficile à cartographier dans le vivant, mais elle ne subit pas toujours immédiatement les impacts de l'artificialisation (le bruit par exemple). On peut donc les combiner à d'autres cartes d'indices ou indicateurs.
Elle peut être évaluée par des biodindicateurs ou d'autres indicateurs, qu'on peut regrouper comme suit :
- Bioindicateurs : ils peuvent être végétaux, animaux ou fongiques : l'agriculture marque les sols forestiers pour des siècles, voire des millénaires, ses impacts différés semblant même irréversibles à échelle humaine et historique de temps. En zone tropicale, certains sites défrichés par les premiers Espagnols sont encore visibles dans la forêt dite primaire. Ces clairières sont à nouveau boisées, mais avec une faible diversité d'essences. En zone tempérée, des espèces telles que le groseillier à maquereau ou la pervenche signeraient un usage agricole passé du site, alors qu'au contraire, le muguet de mai ou l’anémone des bois sont des bioindicateurs de continuité forestière dans le temps (probablement depuis la dernière glaciation)[26].
Les biodindicateurs peuvent aussi être animaux: toujours en zone tempérée, une espèce parapluie comme le Grand Tétras (Tetrao urogallus) a besoin de milieux naturels de grande qualité, à la fois ouverts et fermés et à forte naturalité. Le lynx pourrait être un autre exemple, comme le jaguar ou l'ocelot en Amérique équatoriale.
Lobaria pulmonaria est un grand lichen qui était encore courant au XIXe siècle en forêt atlantique mais qui a disparu ou est devenu très rare. On ne le trouve plus que dans des forêts à haut degré de naturalité, dont en France dans la région des derniers ours.
- Gros et anciens bois morts. Le bois mort est un élément fondamental de la forêt naturelle car il accueille des cortèges faunistiques et fongiques particuliers et riches comme les saproxylophages (champignons et insectes se nourrissant de bois mort). La gestion productive des forêts a fortement affecté cette composante, sur le plan tant quantitatif (volume à l'hectare) que qualitatif (déficit en gros arbres et en bois mort sur pied).
- La maturité : la gestion productive des forêts amène à couper les arbres bien avant leur mort théorique, tronquant ainsi une partie du cycle de vie de l'arbre. Cela diminue donc sensiblement la variabilité structurale des forêts, ainsi que la faune, certaines espèces étant spécifiques des peuplements forestiers âgés.
- La structure du peuplement: les forêts naturelles ont une structure très variée, avec tous les stades de la sylvigénèse
- La diversité en essences: elle peut être affectée par la gestion, celle-ci privilégiant les essences économiquement valorisables, en allant parfois jusqu'à introduire des espèces exotiques.
- La biodiversité en général, lorsqu'elle correspond à celle de la végétation potentielle, pour ce qui concerne la flore. (un arboretum présente une diversité de plante, mais non une biodiversité fonctionnelle et naturelle).
- Des cartes de pollution, d'eutrophisation ou de retombées acides ont par exemple été réalisées par l'INRA pour la forêt française ; elles peuvent traduire des impacts invisibles.

## Intérêt économique de la naturalité
Un nombre croissant d'acteurs dont l'Organisation des Nations unies, la Banque mondiale et diverses ONG accordent une importante croissante à la valeur économique de la nature, des paysages et de leur la naturalité ; pour le tourisme, mais aussi pour les nombreux « services écologiques » rendus par les écosystèmes lorsqu'ils sont en bon état. Ainsi, l'ONG Wilderness Society a estimé en 2007 dans un rapport que la conservation des montagnes Rocheuses était économiquement plus intéressante que l'exploitation de ses ressources minérales, justifiant que le gouvernement révise ses critères d'affectations des concessions et ressources naturelles, en prenant mieux en compte la valorisation touristique.